# Higashi no Eden
Higashi no Eden (東のエデン?  lit. "Edén del este"), también conocido como Eden of The East, es una serie de anime que fue estrenada en la cadena televisiva FUJI TV en el bloque de noitaminA el 9 de abril de 2009. Creada, dirigida y escrita por Kenji Kamiyama, el director de la serie anime Ghost in the Shell: Stand Alone Complex, con la asistencia de Chika Umino de Honey and Clover en el área de diseño de los personajes y producida por el estudio Production I.G.

## Argumento
En 2010, varios misiles impactan en zonas deshabitadas de Japón ocasionando daños estructurales sin pérdidas humanas, este acto terrorista se le conoce posteriormente como el Lunes descuidado, el cual produce una reacción muy enajenada por parte de las autoridades y la población. La secuencia de eventos comienza a partir del tiempo transcurrido después de los ataques, en el que la historia se centra en la joven Saki Morimi, una estudiante japonesa que se encuentra de vacaciones en Estados Unidos para celebrar su graduación, por una sucesión de eventos inesperados termina involucrada con un joven que ha perdido la memoria y responde al nombre encontrado en su pasaporte, Takizawa Akira, quien posteriormente procura recuperar su identidad y esclarecer el enigma detrás de su papel como miembro de un grupo de individuos seleccionados por una entidad que se hace llamar Mr.Outside para ejecutar un plan de acción con el fin de "salvar" a Japón.
Este grupo integrado por 12 individuos denominado SELECAO (del vocablo portugués seleção) cuenta para tales fines con una suma de crédito digital al que pueden acceder a través de un teléfono móvil, el cual pueden también emplear de la forma más conveniente para ejecutar el fin deseado y cumplir con su misión. Cada miembro de SELECAO es libre de usar este medio y a un asistente que responde al nombre de Juiz el cual puede facilitar cualquier encomienda que ellos deseen.
SELECAO se regula únicamente en base al individuo conocido como el Afianzador, uno de los 12, cuya identidad solamente conoce Mr.Outside. Este cumple la función de supervisar las acciones del resto de los integrantes y eliminarlos cuando hayan incumplido las condiciones de su membresía o cuando su balance de crédito llegue a 0, así como se denota en la frase evocada por Juiz al final de cada petición, noblesse oblige, los que han sido seleccionados para convertirse en miembros de SELECAO llevan asimismo una gran responsabilidad.

## Personajes

### Principales
Akira Takizawa (滝沢 朗 Takizawa Akira?)
Seiyū: Ryōhei Kimura
Perdió su memoria en un programa de lavado de cerebro. Conoció a Saki Morimi en Washington D. C., apareció desnudo cargando una pistola y un celular. Luego de ayudar a Saki con la policía, ella le regala su abrigo, bufanda y gorro. Tiene un teléfono celular muy moderno con la frase "noblese obligue" escrito en él y 8.5 billones de dólares en crédito digital. Cuando hace su primera llamada, una voz femenina que se presenta como Juiz contesta. Ella le manda un mapa indicándole el lugar donde se supone ha estado quedándose. En su departamento encuentra armas y muchos pasaportes con distintos nombres que le pertenecían. Saki lo busca después de darse cuenta de que había dejado su pasaporte en el abrigo que le regaló. Los dos deciden regresar a Japón juntos. De acuerdo a su pasaporte, él vive en Toyosu, su nombre es Akira Takisawa y nació el 7 de enero de 1989, por lo que tiene 21 años y es tan solo un día menor que Saki. De acuerdo a su teléfono es identificado como el Selecao n.º 9.
Saki Morimi (森美 咲 Morimi Saki?)
Seiyū: Saori Hayami
Saki se encuentra en su último año de universidad. Nació el 6 de enero de 1989, actualmente tiene 21 años. Después de la muerte de sus padres se fue a vivir con su hermana mayor y su familia. Viajó a Nueva York como parte de su viaje de graduación junto a sus amigos, luego mientras visitaba Washington D. C. sola, conoció a Akira Takizawa, quien la ayudó después que ella arrojara unas monedas en la Casa Blanca y fuera interrogada por unos policías. Posteriormente, se dio cuenta de que había dejado su pasaporte en el abrigo que le regaló a Akira, por lo que decide seguirlo y decide regresar a Tokio junto a él. Planea trabajar en la compañía de su cuñado porque ya está cansada de depender de su hermana. Siente algo por Takizawa.

### Eden of the East
Eden of the East comenzó como un pequeño club de reciclaje, pero rápidamente se convirtió en un ambicioso modelo de negocio al ingenioso programa de reconocimiento de imágenes que crearon y que puede ser implementado en cualquier teléfono celular. El club está conformado por un pequeño grupo de personas que acaban de graduarse de la universidad.
Satoshi Ōsugi (大杉 智 Ōsugi Satoshi?)
Seiyū: Takuya Eguchi
Amigo y compañero de universidad de Saki. Viajó junto a ella y un grupo de amigos a Nueva York en su viaje de graduación. Está enamorado de Saki. Después de ver a Akira muchas veces con Saki decide averiguar sobre su pasado.
Kazuomi Hirasawa (平澤 一臣 Hirasawa Kazuomi?)
Seiyū: Motoyuki Kawahara
Aparentemente es el líder de Eden of the East. Sin embargo, admite no tener ningún talento especial y que casi todo lo que ha logrado Eden of the East se debe a Micchon y Saki. Su máxima meta es crear un paraíso para los NEETs.
Micchon (みっちょん?)
Seiyū: Ayaka Saitō
Nombre verdadero: Mikuru Katsuhara (葛原みくる Katsuhara Mikuru?).
Es una chica tímida que solo se abre a las personas que son cercanas a ella. Parece ser una gran programadora, fue ella quien creó el programa de reconocimiento de imágenes de Eden of the East.
Onee (おネエ?)
Seiyū: Kimiko Saitō
Al parecer es una miembro antigua del club.
Haruo Kasuga (春日 晴男 Kasuga Haruo?)
Seiyū: Hayato Taya
Amigo de Ōsugi, posee una gran habilidad para saber las cualidades de los demás. Por alguna razón se esconde en el interior de un escritorio durante las reuniones del club.

### Selecao
Doce personas (incluyendo a Akira) recibieron 10 mil millones de yenes de Mr. Outside para que los gastaran de alguna manera en que puedan ayudar a mejorar a su país. Esta suma es solo dinero digital y no puede ser cambiada por dinero físico. El afianzador, quien es uno de los doce, será mandado por Mr. Outside para asesinar a los participantes que traten de escapar, a los que usen mal su dinero o fallen en su misión de ayudar a la sociedad. También se menciona que cuando uno de los doce haya salvado Japón, los demás serán eliminados. El nombre "Selecao" proviene del portugués "Seleção" (Selección).
Daiju Mononobe (物部 大樹 Monobe Daiju?)
Seiyū: Atsushi Miyauchi
Selecao n.º 1.
Aparece en el automóvil rojo al inicio de la serie. Parece estar en colaboración con Ryō y no le importa realizar acciones moralmente cuestionables (como haber chocado con el auto a "panties").
Jintarō Tsuji (辻 仁太郎 Tsuji Jintarō?)
Seiyū: Kōji Yusa
Selecao n.º 2.
Toshiko Kitabayashi (北林 とし子 Kitabayashi Toshiko?)
Selecao n.º 3.
Su identidad fue confirmada en el esquema presentado por Panties durante los eventos de "The King of Eden" en el cual se le describe como una ama de casa mayor de edad que ha invertido su dinero en obras de caridad. Dado que no estuvo involucrada en los eventos de la serie, se presume que fue identificada a través del sistema Eden. Juntamente con el n.º 8 y el n.º 7 forma el conjunto de SELECAO clasificados como "inofensivos".
Yūsei Kondō (近藤 勇誠 Kondō Yūsei?)
Seiyū: Hiroshi Shirokuma
Selecao n.º 4.
Detective japonés. Después de haber gastado todo su dinero le roba su teléfono a Akira para tomar su dinero, pero su plan falla cuando Juiz le dice que el dinero de un Selecao solo puede ser usado por su legítimo dueño. Fue asesinado por su esposa cuando iba a devolver el teléfono, pero le advierte a Akira de lo peligroso del juego antes de morir.
Hajime Hiura (火浦　元 Hiura Hajime?)
Seiyū: Shinji Ogawa
Selecao n.º 5.
Hiura es un talentoso exdoctor especializado en neurocirugía, tiene 52 años. Debido a un accidente es incapaz de usar sus manos para operar, pues se requiere de mucha precisión. Usa su teléfono para ayudar a todas las personas que requieran de algún tipo de tratamiento. Se presume muerto luego de haber sido herido por un hombre desconocido portando un arma de fuego en su oficina, ya que su crédito se había agotado se cree que el responsable fue el Afianzador. Aunque falló en salvar a Japón, le dice a Akira que sí pudo cumplir su propia misión, posteriormente, Panties advierte a la gente de Eden que Hiura aún sigue con vida aunque no recuerda nada de lo sucedido con respecto a su participación en el juego de SELECAO.
Norio Tachihara (立原 憲男 Tachihara Norio?)
Selecao n.º 8.
Su identidad fue confirmada en el esquema presentado por Panties durante los eventos de "The King of Eden" en el cual se le describe vagamente como un exjugador de fútbol que invirtió gran parte de su dinero en logística y trámites financieros para su equipo.
Ryō Yūki (結城 亮 Yūki Ryō?)
Seiyū: Masakazu Morita
Selecao n.º 10.
Responsable de los misiles lanzados el lunes Descuidado. A pesar de esto, se muestra muy tranquilo y vacila cuando se ve forzado a atropellar con el auto a "panties"
Kuroha Diana Shiratori (白鳥・D・黒羽 Shiratori Daiana Kuroha?)
Seiyū: Rei Igarashi
Selecao n.º 11.
Presidenta de una agencia de modelos de día y asesina en serie de noche. Usa su teléfono para borrar toda evidencia de los crímenes que comete. Asesina hombres cortándoles el pene ("Johnnies"). Sin embargo, sus blancos solo son hombres que han cometido algún tipo de abuso con las mujeres, se cree que alguna vez ella fue víctima de eso, lo que explica sus acciones.

### Familiares de Saki
Asako Morimi (森美 朝子 Morimi Asako?)
Seiyū: Kaya Matsutani
Hermana mayor de Saki. Trabaja en la panadería familiar. Luego de la muerte de sus padres, ella y su esposo se hicieron cargo de Saki.
Ryūsuke Morimi (森美 良介 Morimi Ryūsuke?)
Seiyū: Mantarō Iwao
Esposo de Asako.(Saki confiesa estar enamorada de él en el capítulo 5)

### Otros
Juiz (ジュイス Juisu?)
Seiyū: Sakiko Tamagawa
Misteriosa voz femenina que tiene contacto con los doce Selecao por medio de sus teléfonos. Les brinda información y les cumple cualquier tipo de pedido. Su nombre proviene de la palabra portuguesa que corresponde a "juez". En el episodio 10, se revela que no es realmente una persona, sino una forma de inteligencia artificial avanzada.
Mr. OUTSIDE (ミスター・アウトサイド Misutā Autosaido?)
Misterioso personaje que eligió a los doce Selecao y les dio los teléfono "Noblese Obligue". La misión que les encomendó es salvar a Japón de la manera que ellos crean más conveniente, utilizando el dinero digital que les proporcionó. Por medio del afianzador, manda matar a los Selecao que no cumplen su misión. Mononobe esta seguro de que este misterioso personaje es Saizō Atō (亜東 才蔵 Atō Saizō?), un poderoso hombre de negocios que ayudó a reconstruir Japón después de la Segunda Guerra Mundial. También es posible que Ato este ya muerto o que él sea el afianzador.
Yutaka Itazu (板津 豊 Itazu Yutaka?)
Seiyū: Nobuyuki Hiyama
Talentoso hacker que la gente de Eden llama "Panties", basado en una forma alterna de leer el kanji de su nombre. Siendo estudiante de ingeniería, decidió nunca salir de su habitación luego de haber perdido su único par de pantalones. Akira le da el teléfono de Yūsei para que pueda investigar más sobre los acontecimientos del lunes Descuidado. Fue herido por los Selecao 1 y 10 cuando salía de su casa en busca de un teléfono para contarle lo que había averiguado. En el episodio 11 se le ve recuperándose en un hospital.

## Películas
Para continuar con la historia, dos películas fueron transmitidas:
- Eden of the East - The King of Eden (28 de noviembre de 2009)[2]
- Eden of the East - Paradise Lost (13 de marzo de 2010)[3]

El OP de la 1.º Película fue Invisible de LEAH, el ED fue de School Food Punishment con light prayer
El OP de la 2.º película fue Future nova -album edit-, cantado por School Food Punishment y tuvo 2 temas de cierre: el 1.º fue Reveal the World de Brenda Vaughn y el 2° fueafter laughter de School Food Punishment

## Recepción y premios
Muchos críticos alabaron la trama de la serie y a los personajes, básicamente por el hecho de que no es la serie animada corriente. Theron Martin, Carlo Santos y Casey Brienza la clasificaron con 4,5 estrellas de 5 y Carl Kimlinge la clasificó con 5/5
Cuando salieron los primeros DVD a la venta en la primera semana llegaron al puesto 23 de ventas. En el caso de los Blu-Ray, estos llegaron al séptimo puesto de ventas. Eden of the East ganó el Premio Kobe a la serie del año en 2009; también ganó el premio a la serie 2009 en el "Tokyo International Anime Fair", además de las películas que ganaron en 2010.